# 조만간 해산
조만간 해산(일본어: 近いうち解散 지카이우치카이산[*])은 2012년 11월 16일 일어난 일본 중의원 해산이다.

## 배경
2009년 중의원 해산으로 열린 제45회 일본 중의원 의원 총선거에서 대승리를 거둔 민주당, 사회민주당, 국민신당은 민사국 연립 정권을 수립했지만 2012년까지 3년 사이에 내각총리대신이 하토야마 유키오, 간 나오토, 노다 요시히코로 3차례 선거 없이 총리가 교체되었다. 2010년 5월에는 사회민주당이 정책 문제로 연립 정권에서 이탈하여 2010년 열린 제22회 일본 참의원 의원 통상선거에서 민국 연립 정권이 과반수를 확보하지 못해 네지레 국회 상황이 일어났다.

### 일체개혁관련법 통과
95대 총리대신인 노다 요시히코는 2012년 1월 24일 소집된 제180대 일본 국회에서 "(소비세 증세를 포함한) 사회보장 및 조세일체개혁" 실현을 내각 주요 정책과제로 걸고 두 차례의 내각 개조(1차 개조 내각, 2차 개조 내각)을 단행해 6월 26일 중의원 본회의에서 자유민주당, 민주당, 공명당 3개당의 찬성으로 가결되었으나 소비세 증세에 반대하는 오자와 이치로를 중심으로 한 오자와 그룹이 민주당을 탈당하여 신당 국민 생활이 제일을 창설하였다. 국민 생활이 제일은 소비세 증세에 반대하는 타 야당인 일본공산당, 사회민주당, 모두의 당, 신당 기즈나, 신당일본, 신당대지와 공동 투쟁하여 8월 7일 중의원에 내각 불신임 결의안을, 참의원에 총리 문책 결의안을 제출하는 등 강경투쟁하였다.
노다 총리는 내각 불신임 결의안, 총리 문책 결의안의 부결과 참의원에서의 개혁법안 통과를 위해 자민당, 공명당과의 협력을 목표로 노다 요시히코(민주당 대표), 자유민주당 총재 다니가키 사다카즈, 공명당 대표 야마구치 나쓰오 3당당수회담을 열었다. 당수회담에서 노다 총리는 "(일체개혁) 관련법이 성립된 후 조만간 국민의 신임을 묻겠다(=중의원 해산)"라고 발언하였고 3당 당수의 합의를 얻으면서 일체개혁관련법이 통과된 후 머지 않은 시기에 중의원 해산 후 총선거가 열릴 것이라는 관측이 많았다.

### "조만간" 발언 이후
하지만 노다 총리는 8월 9일 내각 불신임 결의안 부결, 8월 10일 일체개혁관련법 통과 이후에도 해산 움직임을 보이지 않고 민주당 간사장 고시이시 아즈마는 "(9월 민주당 대표 선거나 같은 달 자유민주당 총재 선거에서) 수상 혹은 다니가키 사다카즈 총재가 교체되면 (3당 합의의) 효력이 없어진다"라거나 "이번 국회가 해산할 수 있는 상황은 아니다. (회기말인) 9월 8일까지 반드시 통과해야 하는 법안이 있어 당장 해산은 어렵다"라고 말하여 조기 해산을 부정하는 발언을 이어나가 자민당, 공명당 양당이 반발하였다. 양당은 조속한 해산을 요구하며 8월 28일 참의원에 수상 문책 결의안을 제출했다. 조졍 결과 자민당 외 7개 야당이 공동 제출안을 참의원에 내는 형태가 되어 8월 29일 열린 회의에서 3당 합의를 비판하는 문항이 들어간 것에 반발한 공명당을 제외한 야당의 찬성 다수로 총리 문책 결의안이 가결되었다. 문책안 가결로 국회는 기능정지 상태에 빠졌고, 2012년도 예산안의 재원이 되는 적자국채를 발행하기 위한 특례공채법이 통과되지 못한 채 9월 8일 폐회되어 이 상태에서는 연말에 재원이 고갈될 수 있다는 위기론이 확산되었다.
민주당은 특례공채법의 통과와 정기국회에서 계속 이어진 한 표의 격차해결 논의를 위해 10월 29일 제181회 일본 국회를 개회했다. 하지만 노다 총리 문책안이 가결되었다는 이유로 야당 측이 참의원 소신표명연설을 거부하는 이례적인 일이 일어났다. 11월 13일에는 민주, 자민, 공명 3당이 특례공채법 통과 합의를 한 가운데 11월 14일 국가기본정책위원회 당수회의가 열렸다.

## 해산
당수토론의 첫 논쟁은 노다 총리와 9월 자민당 총재 선거에서 다니가키를 이은 후임 총재 아베 신조 간에 일어났다. 아베 신조는 "우리는 약속을 완수해, (사회보장 및 조세 일체개혁에 관한 법률) 성립을 했습니다", "용기를 가지고 (신속한 해산의) 결단을 내려주셨으면 합니다"라며 해산 시기를 확실히 말해달라는 말을 하자 노다 총리는 "다니가키 총재를 속이는 등의 마음은 없었습니다. 당초 조속한 시일 내에 국민 여러분의 신임을 묻겠다는 말에는 거짓이 없습니다.", "(소학교 시절 통지표의) 강평에 노다 군은 정직함 위에 바보가 생긴다고 적혀 있었습니다. 아버지는 이걸 보고 기뻐했습니다."라며 자신의 솔직함을 말하면서도 "한 표의 격차와 정수 삭감, 이것도 이번 국회 중에 실현을 하겠다고 약속해 주신다면 꼭 오늘, 가까운 그 '장래'를 구체적으로 말하러고 합니다"라고 말하는 등 정확한 해산 시기를 밝히지는 않았다. 이에 아베는 "특례공채법은 찬성한다. 그리고 이 결정은 이미 당도 잘 알고 있을 것이다. 당연히 심의도 진행할 것이다"라며 "우선 중의원 0증5감 등 정원을 시정하고 위헌 사항을 해소해야 합니다. 이에 결단을 내려 찬성하신다면 내일이라도 바로 성립할 것입니다. 결단해 주십시오."라고 압박하였다.
여기서 노다는 "우리는 자당이 제출한 (중의원 의원 정수 삭감) 법안 찬성을 받고 싶다"라며 "결단을 받는다면 저는 이번 주말인 16일에 해산해도 좋다고 생각하고 있습니다. 부디 국민 앞에 약속해 주세요."라고 처음으로 11월 16일이라는 구체적인 해산 날짜를 언급하며 그 대가로 아베 총재에게 민주당의 중의원 정수 삭감안(소선거구 5석, 비례구 40석 감소) 수용을 요구했다. 갑작스런 해산 날짜 발언(그것도 진행 중인 토론의 이틀 후)가 나오자 아베도 당황하여 "정수 삭감 혹은 선거제도의 개정을 지금 나와 노다 씨와의 결정만으로도 해도 됩니까?"라고 묻자 노다 총리는 "저는 어쨌든 그런 결정을 내기 위해 뒷일을 미리 두었고, 결론을 냅시다. 16일에 해산을 합시다. 그러니까 합시다"라고 말했다. 결국 노다의 요구에 아베는 "즉 총리님은 16일에 선거를 하겠다는 말(sic.), 그건 약속이죠. 좋네요. 괜찮네요."라며 "16일에 해산하시는 거면 거기서부터는 국민 손에 맡겨지는 것이죠. 어느 쪽이 정권을 맡기 적합한지, 어느 쪽이 디플레이션을 벗어나 경제를 힘차게 발전시키기 적합한지 그것을 판단해 주시지 않겠습니까."라고 응하면서 사실상 11월 16일 중의원 해산이 확정되었다.
11월 16일 정부는 오전에 열린 각의에서 중의원 해산을 각의결정, 오후 중의원 본회의에서 해산을 선포하였다. "조만간" 발언을 한 8월 8일로부터 정확히 100일이 지난 시점이었다.

## 정치인, 언론사 별 호칭
2012년 중의원 해산은 각 당의 정치인이나 언론사별로 다양한 호칭을 사용하고 있다.
언론사의 사용
- 조만간 해산(近いうち解散) - 일본 국회 나가타초까지 자주 쓰이는 예시이다.[14] 언론사에서 주로 사용하는 명칭이다.[15][16]

야당 측 정치인의 사용
- 자유민주당 간사장 이시바 시게루의 조만간이 아니었던 "조만간 해산"(近いうちじゃなかった『近いうち解散』) - 중의원 해산 직후 발언에서 노다의 "조만간 국민의 신임을 묻는다"라는 발언에 대한 소감에 "'조만간'이라는 약속이 이뤄졌다고 생각하는 사람은 거의 없다"라고 말했다.[16]
- 공명당 대표 야마구치 나쓰오의 떠밀기 해산(寄り切り解散) - 해산 직후 "우리가 수상과 민주당에 대항해 막다른 골목에 몰아넣어 떠밀었다."라고 말했다.[16]
- 국민 생활이 제일의 대표 오자와 이치로의 몰살 해산(皆殺し解散) - 해산 직후 노다가 야당의 "노다 끌어내리기"에 대항해 선수를 치는 형태로 해산했지만 민주당의 의석은 격감해 몰살할 것이라는 발언에서 나왔다.[16]

여당 측 정치인의 사용
- 외무대신 겐바 고이치로의 바보정직한 해산(バカ正直解散) - 해산 직후 14일 있었던 당수 토론에서 노다가 소학교 시절 "바보스러울 정도로 정직했다"라는 강평을 언급한 것이나 거짓말을 할 생각은 없었다는 말을 받아채며 바보스럽게 정직한 해산이었다고 말했다.[16]
- 문부과학대신 다나카 마키코의 자폭테러 해산(自爆テロ解散) - 12월 16일 있었던 총선거 직후 "해산 시기가 적절치 않았다. 독선적으로 주변 의견을 듣지 않고 남의 씨름판 위에 올라버렸다"라며 "참패할 것이라 생각했는데 그대로 이루어졌다"며 해산이 자폭테러라고 말했다.[17]

## 같이 보기
- 제46회 일본 중의원 의원 총선거